# کوئینتوس فابیوس پیکتور
کوئینتوس فابیوس پیکتور (به لاتین: Quintus Fabius Pictor) یکی از نخستین تاریخ‌نگاران رومی و از جملهٔ اولین کسانی بود که به سالنامه‌نویسی توجه داشت. نوشته‌های او به زبان یونانی بود.
تیتوس لیویوس، صاحب کتاب از پیدایش روم، او را قدیمی‌ترین نویسنده‌ی روم‌باستان می‌داند.